# 北海道辣妹金古錐
《北海道辣妹金古錐》，又译《北海道辣妹贼拉可爱》為伊科田海創作的日本漫畫作品。
2022年10月26日，宣佈改編於2023年首播的電視動畫，女主角冬木美波由佐倉綾音配音。2023年7月4日，宣佈改為於2024年1月首播。

## 概要
本作以北海道北見市為舞台，是一部描述從東京搬過來男高中生與辣妹打扮的北海道出生女高中生間的愛情喜劇。從集英社《少年Jump+》2019年9月4日起開始連載當中。北海道腔中是「相當的」、「非常的」，是「可愛」、「可愛的」的意思，因此東立出版社代理翻譯正體中文版將原文書名的以閩南語譯為「金古錐」。而在中国大陆地區，則是用東北官話翻譯成的「北海道辣妹賊拉可愛」。
伊科田的短篇作品是本作的前身。前身與本作一樣在《少年Jump+》2019年1月3日的短篇版中推出《北海道辣妹金古錐》，並因為受到好評而開始連載。
2020年4月到5月間，本篇劇情因為進入到2年級生篇而一時休刊。《週刊少年Jump》（集英社）2021年1號時，發表出差版的短篇內容。
第1集發售後就立刻再版。2020年5月時的發行數為10萬本。
伊科田表示「是想要畫出能讓北見的人們看到後不加思索就能笑出來的作品」「透過作品的角色，讓讀者可以感受一下他自己體驗到的北海道當地的魅力，並希望能夠因此成為就算是一個人或許多人都能因此造訪北見或北海道的動力」。

## 故事大綱
男高中生四季翼從東京轉學到北海道北見市，並且與辣妹同學冬木美波相遇。當初認為美波是難以應付的類型的翼，卻被美波率直溫柔的個性而吸引。在翼與美波的感情急速升溫的過程中，翼認識一個與自己喜歡的女性類型相符的同學秋野沙友理。就在峰迴路轉的最後，三人因為滑雪課而共同行動，接下來他們也似乎因此產生了戀愛的意識。

## 登場人物

### 主要人物
四季翼（聲：島崎信長）
本作男主角，從東京轉學過來到北海道的男高中生，現在和奶奶一起生活。擅長運動、鋼琴、茶道等多才多藝的人。留著一頭黑髮而且長相清秀・喜歡認真、黑髮清秀的女孩子。但和辣妹冬木結下了不解之緣。最終與美波確定戀情結婚，育有一女美櫻，在漫畫最終話出席女兒美櫻的婚禮。
冬木美波（聲：佐倉綾音）
本作女主角，女高中生，也是四季的同學。染著金髮，化著濃妝，標準的辣妹形象，說話時基本只會用北海道腔，是所謂的道產子辣妹，開朗熱情，很積極主動要縮短與四季間的距離。和任何人都是自來熟，在翼轉學時就偶然和他相遇，發現是同班後就更是主動為他提供了很多幫助。對待感情有時很遲鈍，但有時又很細膩。學習成績不好，也沒什麼目標，但在和翼相遇後立志改變，找到了自己的理想並為之努力著。最終與翼確定戀情結婚，育有一女美櫻，在漫畫最終話出席女兒美櫻的婚禮。
秋野沙友理（聲：花守由美里）
女高中生，四季的同學。是四季喜歡的純潔系辣妹。雖然是冷豔型的美女，但與電玩有關的事情會相當熱情。在和翼意外成為朋友後也和美波成為了親密好友，因此陷入了友情與戀情的掙扎中。
夏川怜奈（聲：上田麗奈）
成績優秀，相貌出眾的學姐，學校里的圖書委員，和翼是鄰居，實際上小時候就和翼有過接觸。各方面都太過優秀所以和其他人有些隔閡，但因為翼和美波欣賞的不是她的天賦而是她的努力所以得以釋懷。特征是和式发箍上有扇子。喜欢历史，看到和服就不能保持理性。

### 其他人物
松尾隆弓（聲：松岡禎丞）
翼的同學。
冬木桃子（聲：長江里加）
美波的妹妹。非常崇拜他的姊姊，並支持她對小翼的感情。
冬木真衣（聲：喜多村英梨）
美波和桃子的母親。她支持美波向小翼示好，和女兒一樣，有著得天獨厚的身材，是個大美女。
花宮楓（聲：今泉葉子）
翼的祖母，與孫子一起住在北海道。雖然個性嚴厲，但她信任美波，稱她為「讓我孫子微笑的女孩」。
飛鳥（聲：永井真里子）
比翼低一年級的後輩少女。是游泳社的一員，體格健壯，留著短髮，膚色黝黑。
日奈（聲：久保百合花）
和美波就讀同一所高中，留著長髮，戴著大眼鏡。她很留意美波周圍的一切，包括小翼。

## 版本

### 前身
前身，在週刊少年Jump新人漫畫獎，以北海道代表作品的身分獲獎。未在雜誌上刊載，也未收錄在單行本。
伊科田24歲時，在即將截止前，知道了2018年度週刊少年Jump新人漫畫家募集企畫的存在，於是他用5天的時間完成並且投稿到週刊少年Jump出差編集部。編輯部也以他有相當高的畫技而且內容易於閱讀，以及男生的作畫很有個性而對他留下好評。

### 短篇版
『北海道辣妹金古錐』的短篇版。收錄在單行本第1集。「年末年始！過去最多！史上最強！Jump+短篇祭23連彈」作為第4彈而在『少年Jump+』2019年1月3日發表。因為受到好評而決定進行連載，作為連載版第0話兒與第1話同時再度發佈。

## 出版書籍
| 卷數 | 集英社        | 集英社                 | 東立出版社    | 東立出版社             |
| 卷數 | 發售日期      | ISBN                   | 發售日期      | ISBN                   |
| ---- | ------------- | ---------------------- | ------------- | ---------------------- |
| 1    | 2019年12月4日 | ISBN 978-4-08-882165-8 | 2021年2月25日 | ISBN 978-957-26-5572-6 |
| 2    | 2020年3月4日  | ISBN 978-4-08-882272-3 | 2022年3月3日  | ISBN 978-957-26-5573-3 |
| 3    | 2020年7月3日  | ISBN 978-4-08-882374-4 | 2023年1月12日 | ISBN 978-957-26-8668-3 |
| 4    | 2020年12月4日 | ISBN 978-4-08-882543-4 |               |                        |
| 5    | 2021年4月2日  | ISBN 978-4-08-882638-7 |               |                        |
| 6    | 2021年8月4日  | ISBN 978-4-08-882775-9 |               |                        |
| 7    | 2021年12月3日 | ISBN 978-4-08-882861-9 |               |                        |
| 8    | 2022年6月3日  | ISBN 978-4-08-883082-7 |               |                        |
| 9    | 2022年11月4日 | ISBN 978-4-08-883331-6 |               |                        |
| 10   | 2023年3月3日  | ISBN 978-4-08-883416-0 |               |                        |
| 11   | 2023年7月4日  | ISBN 978-4-08-883655-3 |               |                        |
| 12   | 2023年12月4日 | ISBN 978-4-08-883810-6 |               |                        |
| 13   | 2024年5月2日  | ISBN 978-4-08-883896-0 |               |                        |
| 14   | 2024年11月1日 | ISBN 978-4-08-884263-9 |               |                        |

## 電視動畫

### 主題曲
片頭曲（第1～10話、12话）
作词、作曲、编曲、主唱：大石昌良
第1话作片尾曲，第11話作插入曲
片尾曲（第2～12話）
作词、作曲：大石昌良，编曲：大石昌良、eba，主唱：亚咲花
第1话未使用

### 各話列表
| 話數 | 日文標題 | 中文標題               | 劇本       | 分鏡              | 演出     | 作畫監督                                                            | 總作畫監督                          | 首播日期      |
| ---- | -------- | ---------------------- | ---------- | ----------------- | -------- | ------------------------------------------------------------------- | ----------------------------------- | ------------- |
| 1    |          | 北海道辣妹金古錐       | 凑未来     | 星野美铃          | 星野美铃 | 小泽圆、能地清、中岛大智 浪上悠里、永田正美                         | 佐藤胜行                            | 2024年 1月8日 |
| 2    |          | 雪屋裡面金古錐         | 星野七海   | 冲田宫奈          | 安藤健   | 北岛勇树、森悦史、饭饲一幸 寿梦龙、明光、龙光、                     | 反町司、 川岛尚、 佐藤胜行          | 1月15日       |
| 3    |          | 秋野同學超不領情       | 森江美咲   | 網野哲郎          | 所俊克   | 洪範錫、浪上悠里、重國浩子 Studio EverGreen、24FPS LO studio、      | 反町司、 川岛尚、 佐藤胜行          | 1月22日       |
| 4    |          | 夜晚的電話超讓人心癢癢 | 横手美智子 | 吉川浩司、 竹內光 | 白石道太 | 志賀道憲、臼田美夫、吳曉萊                                          | 反町司、 川岛尚、 佐藤胜行          | 1月29日       |
| 5    |          | 超苦又超甜             | 星野七海   | 冲田宫奈          | 又野弘道 | 小泽圆、吉田肇、外山阳介 永田正美、Big Owl、CJT、明光               | 反町司、 川岛尚、 佐藤胜行          | 2月5日        |
| 6    |          | 夏川學姐非常光彩照人   | 森江美咲   | 古川顺康          | 星野美铃 | 寿梦龙、中岛大智 永田正美、能地清、                                 | 反町司、 川岛尚、 佐藤胜行          | 2月12日       |
| 7    |          | 期末考試超認真         | 森江美咲   | 吉川浩司、 竹內光 | 菱川直樹 | 森悅史、飯飼一幸 洪範錫、壽夢龍、RadPlus                            | 反町司、 佐藤胜行                   | 2月19日       |
| 8    |          | 和大家烤肉超級好吃     | 橫手美智子 | 沖田宮奈          | 星野美鈴 | 松下純子、南伸一郎、飯飼一幸 北島勇樹、st μ、Big Owl、龍光 星野園、 | 反町司、 川岛尚、 佐藤胜行          | 2月26日       |
| 9    |          | 網走湖超級愜意         | 橫手美智子 | 沖田宮奈          | 白石道太 | 杭新華、江涌、楊國福 YUKI、顧金秋、今門卓也                         | 反町司、 川岛尚、 佐藤胜行          | 3月4日        |
| 10   |          | 時間過得超級快         | 橫手美智子 | 吉川浩司、 竹內光 | 所俊克   | 楊小花、、西鄉 046、西塔、 Big Owl、光之園動畫                      | 反町司、 佐藤胜行                   | 3月11日       |
| 11   |          | 青春什麼的超悸動       | 星野七海   |                   | 川面真也 | 步宇、武志鵬、櫻井拓郎 馱場功益、星野美波、悲田院水派               | 川島尚、 佐藤勝行                   | 3月18日       |
| 12   |          | 如果没有你的话如芒在背 | 凑未来     | 冲田宫奈          | 星野美铃 | 永田正美、能地清、浪上悠里 小泽圆、北岛勇树、                       | 反町司、 川岛尚、 寿梦龙、 佐藤胜行 | 3月25日       |

### 藍光＆BD
| 卷數 | 發行日期     | 收錄話數      | 規格編號   | 規格編號   |
| 卷數 | 發行日期     | 收錄話數      | 藍光版     | 普通版     |
| ---- | ------------ | ------------- | ---------- | ---------- |
| 1    | 2024年4月3日 | 第1話－第4話  | SCXP-00171 | PCXP-51111 |
| 2    | 2024年5月8日 | 第5話－第8話  | SCXP-00172 | PCXP-51112 |
| 3    | 2024年6月5日 | 第9話－第12話 | SCXP-00173 | PCXP-51113 |

## 備註
1. ↑  . Comic Natalie. 2022-10-26  [2022-10-26]. （原始内容存档于2022-10-25） （日语）.
2. ↑  . Comic Natalie. 2023-07-03  [2023-07-04] （日语）.
3. 1 2 3 4  大人氣的金古錐單行本化 （页面存档备份，存于）（2020年5月27日閲覧）
4. ↑  なまら (北海道方言) 的解說 （页面存档备份，存于）（2020年6月22日閲覧）
5. ↑  めんこい (北海道方言) （页面存档备份，存于）（2020年6月22日閲覧）
6. 1 2 3  伊科田Twitter 2019年1月7日 （页面存档备份，存于）（2021年1月3日閲覧）
7. ↑  伊科田海twitter 2020年4月29日 （页面存档备份，存于）（2020年5月27日閲覧）
8. ↑  外傳 （页面存档备份，存于）（2020年1月8日掲載）
9. ↑  .   [2021-02-26]. （原始内容存档于2021-05-14） （日语）.
10. ↑  年末年始！史上最多！史上最強！Jump+短篇祭23連彈 （页面存档备份，存于）（2020年5月31日閲覧）
11. ↑  . 集英社COMIC官方 S-MANGA.   [2020-08-13]. （原始内容存档于2021-11-18） （日语）.
12. ↑  . 集英社COMIC官方 S-MANGA.   [2020-08-13]. （原始内容存档于2021-11-25） （日语）.
13. ↑  . 集英社COMIC官方 S-MANGA.   [2020-08-13]. （原始内容存档于2020-11-04） （日语）.
14. ↑  . 集英社COMIC官方 S-MANGA.   [2020-12-04]. （原始内容存档于2020-12-09） （日语）.
15. ↑  . 集英社COMIC官方 S-MANGA.   [2022-11-05]. （原始内容存档于2022-11-05） （日语）.
16. ↑  . 集英社COMIC官方 S-MANGA.   [2022-11-05]. （原始内容存档于2022-11-05） （日语）.
17. ↑  . 集英社COMIC官方 S-MANGA.   [2022-11-05]. （原始内容存档于2022-10-22） （日语）.
18. ↑  . 集英社COMIC官方 S-MANGA.   [2022-11-05]. （原始内容存档于2022-10-22） （日语）.
19. ↑  . 集英社COMIC官方 S-MANGA.   [2020-11-05]. （原始内容存档于2022-11-05） （日语）.
20. ↑  . 集英社COMIC官方 S-MANGA.   [2023-03-03]. （原始内容存档于2023-02-14） （日语）.
21. ↑  . 集英社COMIC官方 S-MANGA.   [2023-07-04]. （原始内容存档于2023-07-04） （日语）.
22. ↑  . 集英社COMIC官方 S-MANGA.   [2023-07-04]. （原始内容存档于2023-12-04） （日语）.
23. ↑  . 集英社COMIC官方 S-MANGA.   [2024-05-02]. （原始内容存档于2024-04-03） （日语）.
24. ↑  . 集英社コミック公式 S-MANGA. 集英社.   [2024-11-02]. （原始内容存档于2024-12-23） （日语）.

## 外部連結
- 少年Jump+官方網站（日語）
- 電視動畫官方網站（日語）